# Diretório Central dos Estudantes

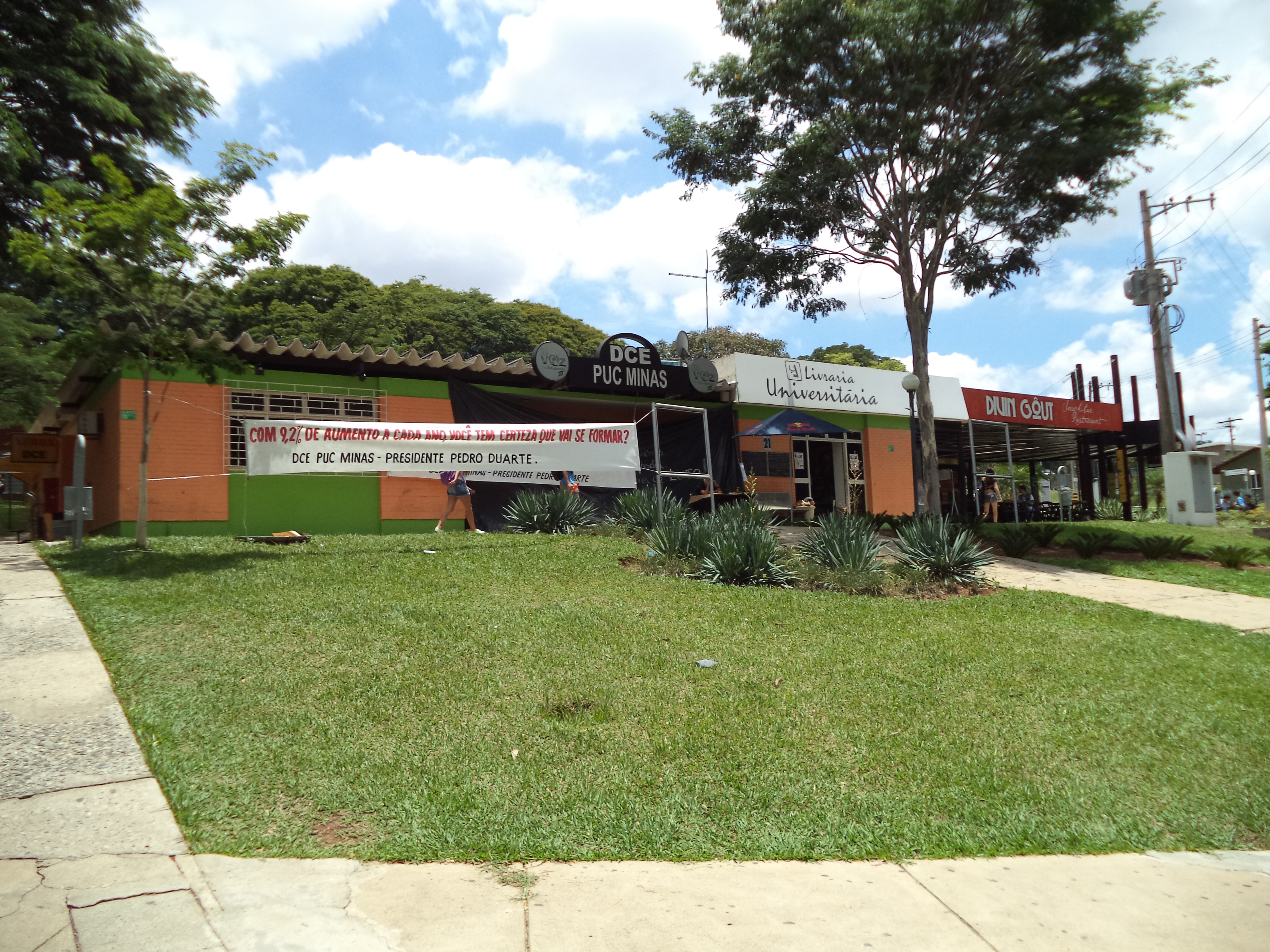
O DCE da Pontifícia Universidade Católica de Minas Gerais

Diretório Central dos Estudantes (DCE) é uma entidade estudantil que representa todos os estudantes (corpo discente) de uma instituição de ensino superior, sejam elas universidades, faculdades ou centros universitários. Tem o papel de organizar suas pautas.
A eleição de seus membros é definida pelo movimento estudantil da instituição no qual está inserido e costuma se dar de forma direta. A composição da diretoria (ou coordenação) pode ser na forma majoritária ou na forma proporcional.
Assim como os mecanismos eleitorais, a atuação da entidade é definida pelo conjunto do movimento estudantil da instituição, sendo que suas áreas de atuação mais comuns dizem respeito aos interesses dos estudantes perante à administração da instituição superior, às questões de política educacional e mesmo de pautas da conjuntura política nacional. Além disso, o DCE pode manter relações com outras entidades representativas dos estudantes, como a União Nacional dos Estudantes (UNE), União Estadual dos Estudantes (UEEs) ou a Coordenação Nacional de Luta dos Estudantes (CONLUTE), além de outras entidades estudantis existentes no Brasil. A existência de uma relação entre os DCEs e outras entidades (nacionais, de maior abrangência) é opcional e a opção fica a cargo das dirigências dos diretórios, fundamentados por assembleias gerais estudantis que devem discutir os prós e contras da existência da relação em questão.

## Marcos históricos
O primeiro diretório estudantil fundado no Brasil foi o Diretório Central dos Estudantes Mário Prata (DCE-UFRJ), entidade dos discentes da Universidade Federal do Rio de Janeiro (UFRJ). Surgido no ano de 1930, no âmbito do fervor político ocasionado pelo Golpe de Estado de 1930 que derrubou o regime da República Velha, é anterior até mesmo à União Nacional dos Estudantes (fundada em 1937).
Utilizando como marco o DCE-UFRJ, as entidades que se seguiram tiveram relevante atuação nas lutas por acesso universal à educação, por direitos estudantil, nas campanhas de redemocratização após o Estado Novo, na campanha "O Petróleo é Nosso" e no endosso às reformas de base de Jango.
Durante a ditadura militar brasileira, o movimento estudantil brasileiro representou um foco de oposição muito combativo, sendo, por conta disso, perseguido pelo governo. Em 1985, com a redemocratização do Brasil, foi promulgada a Lei 7.395/1985, que reconhece os DCEs como representantes dos estudantes de cada instituição de ensino superior, que devem ser regulamentados pelos seus estatutos, aprovados em congresso da entidade.